# سرو سرخ
سِرو سرخ (نام علمی: Capricornis rubidus) نام یک گونه از سرده سِرو است.